# 热血英豪
《百變Online》是一款由日本CyberStep开发的网络Q版3D格斗电子游戏。
中国大陆地区的服务由上海盛大代理。在台灣及香港區，「百變恰吉」與「百變online」由遊戲橘子數碼娛樂有限公司進行代理營運，並於2013年５月２日發放公告停止台灣區「百變恰吉」的營運，而香港區之「百變Online」於2013年５月2日發佈官方公告，遊戲將於2013年7月2日停上營運。原遊戲製造商CyberStep有限公司經已接手進行「百變恰吉」的營運工作並於2013年7月５日進行卻稱為(CBT／封測／內測)的封閉式遊戲系統內部測試，

## 簡介
百變恰吉是一個網絡休閒娛樂遊戲，但不乏競技。做為一款格鬥遊戲，百變恰吉並不注重按鍵的複雜連續組合性發出招數，它比較側重按鍵的間隔、不同場景的地形優勢、場景上武器物件的運用、玩家的職業與裝備的配合和對方在遊戲時的可能心理導致的漏洞，相當講求策略、即時技術和和反應能力。在當年同期的遊戲當中，是首批擁有支援個人導入的角色皮膚（Skin）系統，因此可愛的Q版3D造型使其擁有一批女性玩家。遊戲因為國家版本的不同，遊戲內地圖場景也會有本土特色。
相對遊戲的主要功能「格鬥」遊戲外，在數年間的發展中，「百變恰吉」也增加了不少的功能，如公會系統、公會戰、NPC(Non-Player Character)任務挑戰賽、個人小屋與傢俱、抽獎與扭蛋等。而最為人喜愛的就是每星期的網備更新。「百變恰吉」每星期會最後一項點數裝備更新（也有以一些新裝備為主的抽獎活動），這也是「百變恰吉」其中最引人入勝的地方。

## 游戏特色

### 人物职业
目前遊戲職業有格鬥家、間諜、鐵甲人、超能力者、軍人、超人、宇宙刑警、未來力士、機械人、忍者、小人神、獸人、武神、審判者、御劍士、半獸人、幻傭兵、機甲神兵、野蠻鬥士、雪精靈、特務、闇影刺客、操魂者、雙子星、墮落者、突擊兵、神武者、魔人、鋼鐵人、魔術師、賞金獵人、摔角王、闇靈武士、魔石巨兵、黑暗妖精及獸王 人物屬性分類力量、瞄準、速度、跳躍、防禦。 （雖然在查看屬性的時候每種屬性只有10格，但是多出來的部分在系統是有計算了的，最高是25格）

### 黄金龙魂
武术家能带专属装备“龙魂”。根据游戏剧本，传说中龙魂封印着远古时代千条青龙的灵魂，带上它的武术家可以成为千龙合一的龙神。黄金龙魂封印着黄金龙王的灵魂，闪耀着金色的光辉，象征至高无上的荣誉和至尊。
黄金龙魂是游戏中强者的代表，是属于王者的炫耀。热血英豪职业联赛的徽标就是黄金龙魂。游戏中无法得到黄金龙魂，只有参加活动或者职业联赛才能获得。

### 遊戲模式
1.遊戲室

有以下這些模式 團體分為紅.藍隊 最少2位玩家 最多16位 某些模式.地圖不支持8人以上

綜合淘汰賽(個人)

隊伍競賽(團體)

格鬥淘汰賽(個人)

團體淘汰賽(團體)

個人殺敵賽(個人)

團體殺敵賽(團體)

運動淘汰賽(團體)

個人搶王競賽(個人)

團體殺王競賽(團體)

極限運動挑戰(團體)

2.挑戰室

有以下這些模式 最少1位玩家 最多8人

教學模式(最多1人)

練習模式(最多8人)

十八鐵人(最多1人)

格鬥戰場(最多3人)

邁克爾的試煉(最多3人)

個人挑戰I(最多3人)

個人挑戰II(最多3人)

任務挑戰I[初級](最多3人)

任務挑戰I[中級](最多3人)

任務挑戰I[高級](最多3人)

任務挑戰II[初級](最多3人)

任務挑戰II[中級](最多3人)

任務挑戰II[高級](最多3人)

古惑街頭(最多2人)

魔王迷宮(最多3人)

玲瓏寶塔(最多3人)

機械公敵(最多3人)

激鬥叢林(最多4人)

黑暗密室(最多8人)

百變地獄迷宮(最多4人)

百變忍者部屋(最多3人)

百變探險家洞穴(最多3人)

百變探險家洞穴外傳(最多3人)

索羅工廠(最多3人)

死亡秘密工廠(最多3人)

百變不死生命工廠[僵屍](最多3人)

### 热血英豪职业联赛（GPM）
中國大陸的热血英豪玩家中的高手都会参加的比赛。
“《新热血英豪》世界大会”是热血英豪开发商CyberStep每年在指定的运营地区进行的一次各国热血英豪玩家互相切磋技艺，增进友谊的国际性赛事。与世界大会有关内容都可以在此讨论。

## 热血英豪世界大会
由世界各地热血英豪的运营国家或地区派出代表团队，共聚一地进行的电子竞技比赛。

### 第一届
第一届于2007年2月份，在韩国首尔举行。参与的代表队有：中国大陆、台湾、韩国、日本、泰国、印度尼西亚。

### 第二届
第二届于2008年8月份，在新加坡举行。参与的代表队有：中国大陆、香港、台湾、韩国、日本、泰国、印度尼西亚、新加坡、马来西亚、越南、菲律宾。